# Сан Микеле (Агриђенто)
Сан Микеле је насеље у Италији у округу Агриђенто, региону Сицилија.
Према процени из 2011. у насељу је живело 384 становника. Насеље се налази на надморској висини од 297 м.